# Karine Jean-Pierre
Karine Jean-Pierre (Fort-de-France, 13 agosto 1974) è una giornalista francese naturalizzata statunitense, portavoce della Casa Bianca nell'amministrazione di Joe Biden dal 2022 al 2025. È stata la prima portavoce della Casa Bianca di origini afroamericane nonché la prima dichiaratamente LGBTQ.

## Biografia
Jean-Pierre è nata nel 1974 a Fort-de-France, Martinica, figlia di genitori haitiani. Ha due fratelli più piccoli. All'età di cinque anni, la sua famiglia si trasferì nel Queens Village del Queens, un quartiere di New York. Sua madre lavorava come assistente sanitaria domiciliare ed era attiva nella sua chiesa pentecostale, mentre suo padre era un tassista. Poiché entrambi i genitori lavoravano quasi tutti i giorni della settimana, Jean-Pierre era spesso responsabile della cura dei suoi fratelli più piccoli. Nel suo libro di memorie del 2019, Jean-Pierre ha scritto di essere stata abusata sessualmente da un cugino maschio più grande quando aveva tra i sette e i dieci anni.
Jean-Pierre si è diplomata alla Kellenberg Memorial High School, una scuola preparatoria al college di Long Island nel 1993. Ha conseguito un B.S. presso il New York Institute of Technology nel 1997. Ha conseguito un Master of Public Affairs presso la School of International and Public Affairs, Columbia University (SIPA) nel 2003, dove ha prestato servizio nel governo studentesco e ha deciso di perseguire la strada politica.
In precedenza è stata vice segretaria stampa di Psaki dal 2021 al 2022. Ha servito come capo dello staff per la candidata alla vicepresidenza degli Stati Uniti Kamala Harris durante la campagna presidenziale del 2020. Jean-Pierre è stata anche consulente senior e portavoce nazionale per MoveOn.org e analista politica per NBC News e MSNBC. È anche un'ex docente di affari internazionali e pubblici presso la Columbia University.